# جنی مک‌کارتی
جنی مک‌کارتی (انگلیسی: Jenny McCarthy؛ زاده ۱ نوامبر ۱۹۷۲) هنرپیشه اهل ایالات متحده آمریکا است.
از فیلم‌هایی که وی در آن نقش داشته‌است، می‌توان به جیغ ۳، بیس‌کتبال، کارهایی که بعد از مرگت، حفاظت بی‌شعور و جان تاکر باید بمیرد اشاره کرد.